# Mantelzorg
Mantelzorg is de zorg voor chronisch zieken, gehandicapten en hulpbehoevenden door naasten: familieleden, vrienden, kennissen en buren. Kenmerkend is de reeds bestaande persoonlijke band tussen de mantelzorger en zijn of haar naaste. Daarnaast gaat het om langdurige zorg die onbetaald is.
Het begrip mantelzorg is in 1972 geïntroduceerd door de Nederlandse medicus Johannes Hattinga Verschure.

## Nederland
In Nederland waren in 2010 3,6 miljoen mensen die voor een ander zorgden. Zo'n 1,1 miljoen mantelzorgers zorgden meer dan acht uur per week en langer dan drie maanden voor een ander. 450.000 mantelzorgers voelden zich zwaarbelast of overbelast. Ongeveer een kwart van alle mantelzorgers noemt zichzelf ook werkelijk mantelzorger. De meeste mantelzorgers zijn tussen 50 en 75 jaar oud. De meeste mantelzorgers vinden het vanzelfsprekend om voor hun naaste te zorgen, maar lopen wel tegen tal van problemen aan. Zo is het bijvoorbeeld moeilijk om de zorg te combineren met een betaalde baan, is het moeilijk om de zorg tijdelijk over te dragen en maken veel mantelzorgers extra kosten. Om de juiste zorg te verkrijgen zijn er cliëntondersteuners en mantelzorgmakelaars die de wet- en regelgeving goed kennen. 

### Mantelzorgwoning
Een mantelzorgwoning is een woning voor een zorgverlener op het terrein van het huis van iemand die zorg nodig heeft, of omgekeerd. Voor de bouw/plaatsing hiervan is geen omgevingsvergunning nodig. Wel is het Bouwbesluit van toepassing. Als de mantelzorg ophoudt hoeft het bouwwerk niet verwijderd te worden, maar het moet wel zodanig gewijzigd worden dat het niet langer geldt als woning. Men moet bijvoorbeeld de keuken en badkamer verwijderen, waardoor de woning degradeert tot tuinhuis.

### Mantelzorgboete
Een wetsontwerp dat in zou houden dat ouderen die bij hun kinderen intrekken vanaf juli 2015 maandelijks 300 euro zouden worden gekort op hun AOW-uitkering werd in 2017 ingetrokken.

### Dag

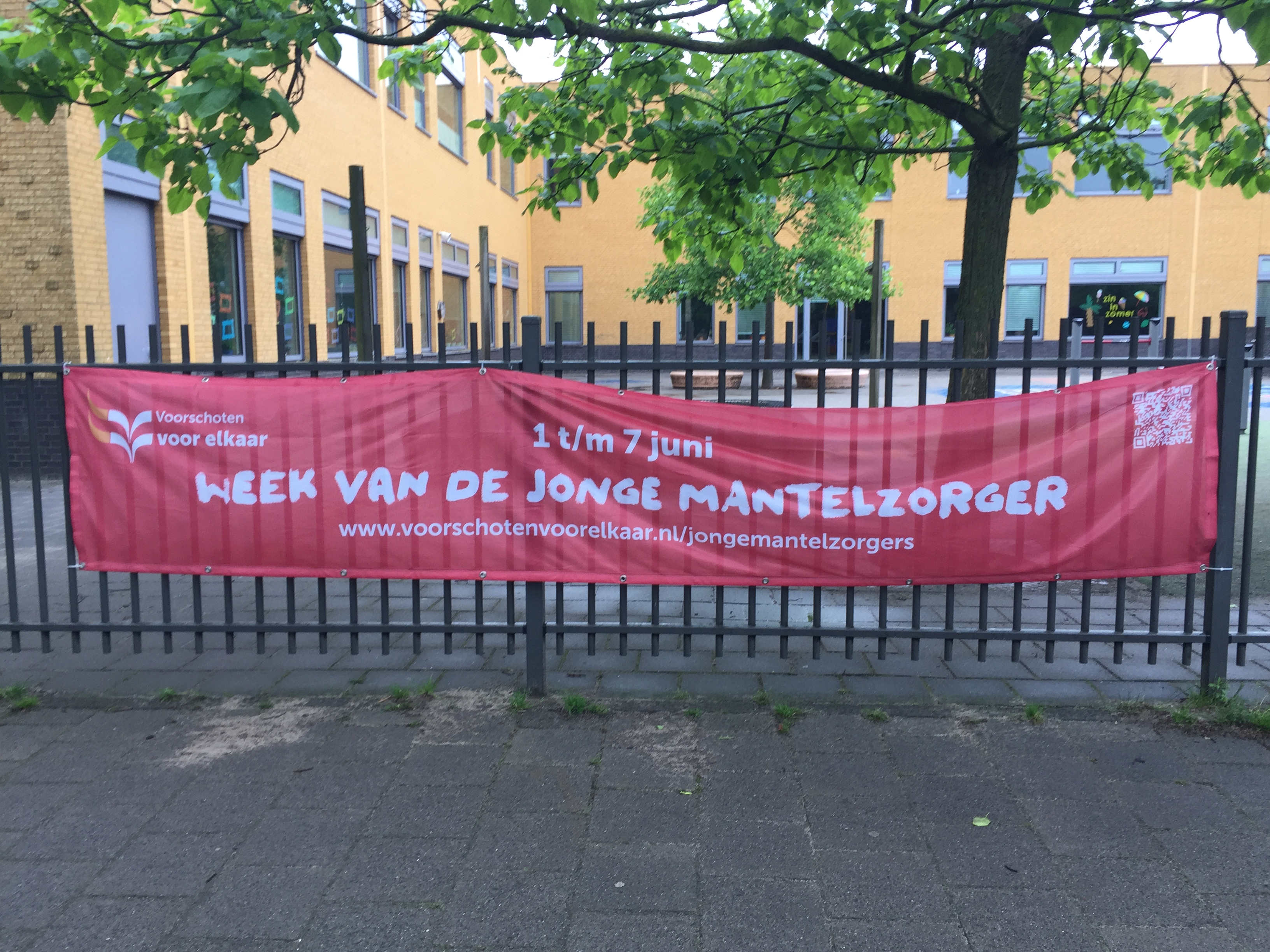
Aankondiging Week van de jonge mantelzorger 2024 (Nederland)

Jaarlijks is er de Dag van de Mantelzorg. In het hele land worden activiteiten georganiseerd om mantelzorgers een hart onder de riem te steken. De dag wordt in de week van 10 november gehouden en is onderdeel van de Week van Chronisch Zieken.

## Vlaanderen
In Vlaanderen bestaan zes erkende mantelzorgverenigingen (Steunpunt Mantelzorg, Samana, Liever Thuis LM, Mantelzorgnetwerk, Coponcho en Okra-Zorgrecht) die de belangen van mantelzorgers behartigen. Daarnaast is er het Vlaams Expertisepunt Mantelzorg. Dit is een initiatief gesteund door de Vlaamse overheid, in samenwerking met de erkende mantelzorgverenigingen.  

## Jonge mantelzorgers
Jonge mantelzorgers zijn een specifieke groep. Het gaat om kinderen vanaf zes jaar die zorg verlenen aan een (chronisch) ziek familielid. Wanneer het gaat om iemand die een broer of zus helpt, wordt wel gesproken van een brus. Deze kinderen hebben steun en begrip nodig, ze vormen bij overbelasting een risicogroep voor het zelf ontwikkelen van (psychische) gezondheidsproblemen.